# Вологовміст
Вологовміст - ступінь обводненості речовини.
Наприклад:
ВОЛОГОВМІСТ ГАЗУ, (рос. влагосодержание газа; англ. gas moisture content; нім. Erdgaswassergehalt m) – 
1. Відношення маси пари до маси сухого газу.

3 Кількість пароподібної води, що міститься в одиниці об’єму газу при заданих термодинамічних умовах.
ВОЛОГОВМІСТ НАФТИ, (рос. влагосодержание нефти; англ. oil moisture content; нім. Erdölwassergehalt m) – ступінь обводненості нафти. В.н. розраховується за формулою:
В = Qв / Qв + Qн,
де Qв і Qн – об’ємні витрати відповідно води і нафти. Визначають В.н. у лабораторних (на апараті Діна-Старка) і промислових умовах (цифровим вологоміром сирої нафти, який встановлюється на викидних лініях свердловин з безперервним режимом роботи). Граничний В.н. як товарної продукції на промислах регламентується рівнем 1% (за масою).